# سیلویو مایسنر
سیلویو مایسنر (انگلیسی: Silvio Meißner؛ زادهٔ ۱۹ ژانویهٔ ۱۹۷۳) بازیکن فوتبال سابق اهل آلمان است.
از باشگاه‌هایی که در آن بازی کرده‌است می‌توان به باشگاه فوتبال اشتوتگارت، باشگاه فوتبال کایزرسلاوترن، باشگاه فوتبال کمنیتس، و باشگاه فوتبال آرمینیا بیله‌فلد اشاره کرد.
وی همچنین در تیم ملی فوتبال Germany B بازی کرده‌است.